# Arapahoe (Wyoming)
Arapahoe es un Lugar designado por el censo situado en el condado de Fermont en el estado estadounidense de Wyoming. La población era 1766 habitantes en el censo de 2000.

## Geografía
Arapahoe está situado en las coordenadas 42°58′48″N 108°26′44″O / 42.98000, -108.44556.Según el United States Census Bureau, la ciudad tiene un área total de 81.8 km ², de los cuales 81.2 son terrestres y 0.6 acuáticos.

## Demografía
Según el censo del 2000, había 1766 personas, 440 hogares y 371 familias que residían en la ciudad. La densidad de población era de 27.3/km ². La composición racial de la ciudad era:
- 80.58% Nativos americanos
- 18.01% Blancos
- 0.11% Afroamericanos
- 0.06% Isleños del pacífico
- 0.51% Otras razas
- 0.74% Dos o más razas
- 5.15% Hispanos o Latinos

Había 440 casas, de las cuales un 44.8% tenían niños menores de 18 años que vivían con ellos, el 47.3% eran parejas casadas que vivían juntas, el 23.6% tenían un cabeza de familia femenino sin presencia del marido y el 15.5% eran no-familias. El 5.7% tenían a alguna persona anciana de 65 años de edad o más. 
En la ciudad la separación poblacional era con un 41.6% menores de 18 años, el 10.7% de 18 a 24, un 25.4% de 25 a 44, el 16.5% de 45 a 64, y el 5.8% tenía 65 años de edad o más. La edad media fue de 23 años. Por cada 100 hembras había 105.6 varones. Por cada 100 mujeres mayores de 18 años, había 101.8 hombres. 
La renta mediana para una casa en la ciudad era de $ 22.679, y la renta mediana para una familia era de 24.659 dólares. Los varones tenían una renta mediana de $ 25.119 contra los $ 16.607 para las hembras. El ingreso per cápita para la ciudad era de $ 8.943. El 45% de la población estaba por debajo del umbral de la pobreza

## Educación
La educación pública en el pueblo de Alcova está proporcionada por la Escuela del Distrito del condado de Fermont #38